# Senj
Senj (en italià Segna, en llatí Senia, en alemany Zengg) és una ciutat al comtat de Lika-Senj de Croàcia. Es troba a la costa adriática, als peus de la collada de Vratnik, que separa el massís de Velebit de les muntanyes de Gorski Kotar. A causa de la seva posició geogràfica, el bura, un fort vent del nord-est, és un fenomen molt comú a Senj.

## Història
Fins al 1918, la ciutat formava part de la monarquia austríaca (Regne de Croàcia-Eslavònia, comtat de Lika-Krbava després del compromís de 1867), a la frontera militar croata (Regiment III).
A la tardor de 1943, durant la Segona Guerra Mundial, quan la Itàlia feixista va capitular, els partisans van prendre el control de Senj i el van utilitzar com a port de subministrament. Posteriorment, la Luftwaffe va començar a bombardejar la ciutat. A finals d'any havien enderrocat més de la meitat dels edificis de la ciutat i havien causat fortes baixes civils.

## Persones il·lustres
- Vjenceslav Novak (1859-1905), escriptor.

## Ciutats agermanades
- Senec, Eslovàquia